# Danielli Yuri
Danielli Yuri Barbosa (Registro, 3 de janeiro de 1984) é uma judoca brasileira.
Iniciou no judô através do pai professor do esporte. Obteve a medalha de prata nos Jogos Pan-americanos do Rio de Janeiro 2007, derrotada na luta final pela cubana Driulis González.
Nos Jogos Olímpicos de Pequim 2008, disputou a categoria de até 63 kg.